# Ordine di battaglia della battaglia di Lissa
| Österreichische Kriegsmarine | Österreichische Kriegsmarine | Regia Marina | Regia Marina |
| ---------------------------- | --- | ------------ | --- |
|                              | Escadre-commandant : Contrammiraglio Wilhelm von Tegetthoff - 1. Division (Contrammiraglio Wilhelm von Tegetthoff) - Pirofregata corazzata di 2ª classe Erzherzog Ferdinand Max (Capitano di vascello Maximilian Freiherr Daublebsky von Sterneck zu Ehrenstein; nave ammiraglia del contrammiraglio Wilhelm von Tegetthoff) - Pirofregata corazzata di 2ª classe Habsburg (Capitano di Vascello Carlo Faber) - Pirocorvetta corazzata Kaiser Max (Capitano di vascello Gustav Ritter von Gröller) - Pirocorvetta corazzata Juan de Austria (Capitano di vascello Anton Ritter von Wiplinger) - Pirocorvetta corazzata Prinz Eugen (Capitano di vascello Alfredo Barry) - Pirocorvetta corazzata Drache (Capitano di vascello Heinrich Freiherr von Moll) - Pirocorvetta corazzata Salamander (Capitano di vascello Karl Kern) - 2. Division (Commodoro Anton von Petz) - Pirovascello ad elica Kaiser (Commodoro Anton von Petz) - Pirofregata ad elica Novara (Capitano di vascello Erik af Klint) - Pirofregata ad elica Schwarzenberg (Capitano di vascello Giorgio Milossich) - Pirofregata ad elica Graf Radetzky (Capitano di vascello Josef von Aurnhammer) - Pirofregata ad elica Donau (Capitano di fregata Maximilian Pitner) - Pirofregata ad elica Adria (Capitano di fregata Adolf Daufalik) - Pirocorvetta ad elica Erzherzog Friedrich (Capitano di fregata Marco Florio) - 3. Division (Capitano di fregata Ludwig Eberle) - Cannoniera ad elica Narenta (Alfiere di vascello Franz Spindler) - Cannoniera ad elica Kerka (Alfiere di vascello Gustavo Masotti) - Cannoniera ad elica Hum (Capitano di fregata Ludwig Eberle) - Cannoniera ad elica Valebich (Capitano di corvetta Viktor Herzfeld) - Cannoniera ad elica Dalmat (Capitano di corvetta Wilhelm Freiherr von Wickede) - Cannoniera ad elica Seehund (Capitano di fregata Guglielmo Calafatti) - Cannoniera ad elica Wall (Capitano di corvetta Alexander Graf Kielmansegge) - Cannoniera ad elica Streiter (Capitano di corvetta Rudolf Ungewitter) - Cannoniera ad elica Reka (Capitano di corvetta Adolf Nölting) - Piroscafo ad elica Andreas Hofer (Capitano di corvetta Ulrich Lund) - Piroscafo a ruote Kaiserin Elisabeth (Capitano di fregata Thobias Österreicher) - Piroscafo a ruote Greif (Capitano di fregata Karl Kronowetter) - Piroscafo avviso ad elica Stadion (Alfiere di vascello Victor Graf Wimpfen) - Altre unità da trasporto in supporto alla flotta - Piroscafo a ruote Lucia (Capitano di fregata Udario) - Piroscafo a ruote Triest (Tenente di vascello Henriquez) - Piroscafo a ruote Vulcan (Tenente di vascello Lang) - Piroscafo a ruote Taurus - Piroscafo avviso ad elica Egitto |              | Comandante in capo dell'armata di operazione: Ammiraglio conte Carlo Pellion di Persano, - I Squadra (ammiraglio Carlo Pellion di Persano) - Ariete corazzato a torri di I ordine Affondatore (capitano di vascello Federico Martini, nave di bandiera dell'amm. Persano) - 2ª Divisione (capitano di vascello Emilio Faà di Bruno): - Pirofregata corazzata di I rango a elica Re d'Italia (nave di bandiera del CV Faà di Bruno) - Pirofregata corazzata San Martino (capitano di vascello Amilcare Roberti) - Cannoniera corazzata Palestro (capitano di vascello Alfredo Cappellini) - 3ª Divisione (capitano di vascello Augusto Riboty) - Pirofregata corazzata di I rango a elica Re di Portogallo (nave di bandiera del CV Riboty) - Pirofregata corazzata Regina Maria Pia (capitano di vascello Evaristo del Carretto) - Cannoniera corazzata Varese (capitano di fregata Luigi Fincati) - Pirocorvetta corazzata di II classe ad elica Terribile (capitano di fregata Leopoldo De Cosa) - II Squadra (viceammiraglio conte Giovan Battista Albini) - Pirofregata ad elica di 1º ordine Maria Adelaide (capitano di vascello Augusto Di Monale, nave di bandiera del v. amm. Albini) - Pirofregata ad elica di 1º ordine Duca di Genova (capitano di vascello Alfredo Di Clavesana) - Pirofregata ad elica di 1º ordine Garibaldi (capitano di vascello Ruggiero Vitagliano) - Pirofregata ad elica di 1º ordine Gaeta (capitano di vascello Carlo Cerruti) - Pirofregata ad elica di 1º ordine Carlo Alberto (capitano di vascello Carlo Pucci) - Pirofregata ad elica di 1º ordine Principe Umberto (capitano di vascello Guglielmo Acton) - Pirofregata ad elica di 1º ordine Vittorio Emanuele (capitano di vascello Antonio Imbert) - Pirocorvetta a elica di 1º ordine San Giovanni (capitano di fregata Felice Burone-Lercari) - Pirocorvetta a ruote di 2º ordine Guiscardo (capitano di fregata Roberto Pepi) - Pirocorvetta a ruote di 1º ordine Governolo (capitano di fregata Antonio Gogola) - III Squadra (contrammiraglio Giovanni Vacca) - Pirofregata corazzata di I rango ad elica Principe di Carignano (capitano di vascello Corrado Jauch, nave di bandiera del contrammiraglio Vacca) - Pirofregata corazzata Castelfidardo (capitano di vascello Raffaello Cacace) - Pirofregata corazzata Ancona (capitano di vascello Giuseppe Alessandro Piola Caselli) - Flottiglia cannoniere (capitano di fregata Antonio Sandri) (aggregata alla II Squadra) - Cannoniera ad elica Montebello (nave di bandiera del CF Sandri) - Cannoniera ad elica Vinzaglio (luogotenente di vascello Vincenzo Foscolo) - Cannoniera ad elica Confienza (luogotenente di vascello Angelo Conti) - Piroscafo avviso Stella d'Italia (mercantile noleggiato; luogotenente di vascello Edoardo Berlingieri) - Pirotrasporto ad elica Washington (luogotenente di vascello Felice Zicavo) - Pirotrasporto a ruote Indipendenza (luogotenente di vascello Dionisio Liparacchi) - Pirotrasporto a ruote Giglio Comandante de Nigri - Naviglio minore ed ausiliario - Avviso a ruote di I classe Esploratore (capitano di fregata Paolo Orengo) - Avviso a ruote di I classe Messaggiere (capitano di fregata Edoardo Giribaldi) - Avviso a ruote di 2º ordine Sirena(luogotenente di vascello Samminatelli) - Pirotrasporto a ruote Piemonte (Luigi Merto) - Pirotrasporto ad elica Conte Cavour (capitano di fregata G. Vicuna) - Piroscafo avviso Marco Polo (mercantile noleggiato; luogotenente di vascello Carlo Loncich) - Unità non presenti durante la battaglia - Pirocorvetta corazzata di II classe ad elica Formidabile (capitano di fregata Simone Pacoret de Saint-Bon) Non prese parte alla battaglia perchè danneggiata durante i bombardamenti ai forti, ma era fisicamente presente sul luogo dello scontro. - Pirocorvetta di II rango a ruote Ettore Fieramosca (capitano di fregata Francesco Baldisserotto) - Piroscafo avviso Flavio Gioia (luogotenente di vascello Moro) - Piroscafo avviso Cristoforo Colombo (luogotenente di vascello Conti Barbarano) - Rimorchiatore ad elica Calatafimi (Piloto di 3ª classe G.Ferrari) - Altre unità da trasporto in supporto alla flotta - Piroscafo di I classe ad elica Città di Napoli (capitano di fregata Figari) - Piroscafo di I classe ad elica Città di Genova (capitano di fregata Ansaldi) - Piroscafo ad elica Volturno (capitano di fregata Manolesso) - Piroscafo Cairo - Piroscafo Europa - Piroscafo Parthenon |